# Delta, Iowa
Delta är en ort i Keokuk County i Iowa. Vid 2020 års folkräkning hade Delta 264 invånare.